# دادگاه قانون اساسی ترکیه

مُهر دادگاه قانون اساسی ترکیه.

دادگاه قانون اساسی ترکیه (به ترکی: Anayasa Mahkemesi) بلندپایه‌ترین تشکل قضائی برای بازنگری و نظارت بر قانون اساسی در ترکیه است.
این دادگاه، شکل و مفاد قوانین، مصوبات قانونی و آیین‌های دادرسی مجلس بزرگ ملی ترکیه را از نظر سازگاری با قانون اساسی این کشور وارسی می‌کند.
احکام صادره از سوی دادگاه های مستقل در صورت تایید دادگاه های عالی نظیر دادگاه قانون اساسی به مرحله اجرا در می آیند.
این دادگاه قانون اساسی همچنین در مواقع لزوم به عنوان دیوان عالی کشور (به ترکی: Yüce Divan) برای بررسی موارد اقامه‌شده در مورد رئیس جمهوری، اعضاءهیئت وزراء و روساء یا اعضاء دادگاه‌های عالی عمل می‌کند.
رئیس کنونی این دادگاه (سال ۲۰۰۸) هاشم قلیچ (Haşim Kılıç) است.

## مناقشه
رأی دادگاه قانون اساسی ترکیه در تاریخ ۱۶ خرداد ۱۳۸۷ به تداوم ممنوعیت حجاب در دانشگاه‌های این کشور، به مسئله بزرگی در سیاست این کشور تبدیل شد.
این دادگاه با هیئتی متشکل از ۱۱ دادستان، قانون مجاز دانستن حجاب را در مغایرت با قانون اساسی سکولار جمهوری ترکیه تشخیص داد.
در همان سال کوکسال توپتن، رئیس مجلس ترکیه خواهان کاهش اختیارات دادگاه قانون اساسی این کشور شد.
وی دادگاه قانون اساسی را متهم کرد که فراتر از اختیارات و قدرت خود عمل می‌کند.